# 真理大學校慶Cosplay觀摩會
真理大學校慶Cosplay觀摩會是真理大學自2009年起由真理大學動畫與漫畫創作研究社（真理大學動漫社）及真理大學通識教育中心於新北市淡水區校本部舉辦的地方性動漫博覽活動，截至2016年為止已成功舉辦八屆。
其主要活動範圍為校園古蹟區：牛津學堂、馬偕故居、教士會館、姑娘樓等古典西式建築，是攝影師及Cosplayer們喜好的取景地點之一。
自2017年開始，因社團人事及預算不充足而暫時停止舉辦。

## 活動口號
活動自第四屆開始長期與真理大學性別教育委員會進行合作，每一屆皆有不同口號或副標題，呼籲性別平等。
- 第四屆：『性別多元友善』之變裝嘉年華
- 第五屆：身分證上的性別給神決定，在你眼中的性別我來決定！
- 第六屆：Cosplay不分你我她
- 第七屆：只要性別齊視，不要性別歧視
- 第八屆：制服是平等的，性別也是

## 其他活動

### 真理大學Cosplay校慶大賽
為本活動之原型，第一、二屆於2009年12月4日及2010年12月3日以Cosplay比賽形式舉辦，評審方式以現場的師生以及參與者進行投票，得票數最高之前三名即可獲獎。